# Idrisi
Idrisi är ett i huvudsak rasterbaserat geografiskt informationssystem (GIS) som kan det mesta inom kvantitativ geografi. Det är utvecklat på Clark University i Worcester, Massachusetts, USA. Det är uppkallat efter Muhammad al-Idrisi.